# Piet Kaas
Piet Kaas (* 1931/1932; † 21. November 2012 in Hoorn, Nordholland) war ein niederländischer Fußballer.

## Leben und Karriere
Piet Kaas spielte nach Einführung des Profifußballs im Jahr 1954 für die neu gegründete Mannschaft von Alkmaar’54 in der vereinten höchsten Spielklasse von NBVB und KNVB.
Bei Einführung der Eredivisie 1956 verfehlte die Mannschaft die Qualifikation, Kaas war bei Alkmaar’54 jedoch weitere drei Spielzeiten in der zweiten Liga tätig.
Insgesamt stand der Stürmer in 78 Pflichtspielen der Alkmaarer auf dem Rasen und erzielte darin 58 Tore. Mit 0,7 Treffern pro Spiel war er damit noch zu Zeiten seines Todes der Rekordhalter des späteren Fusionsklubs AZ.